# Спомен соба Гарнизона Врање
Спомен соба Гарнизона Врање се налази у склопу касарне „Први пешадијски пук Књаза Милоша Великог” у Врању предтавља оригиналан, достојанствен споменик посвећен свим погинулим Врањанцима за слободу у периоду од 1878. године до данашњих дана. Одлука о њеној изградњи донета је 2007. године на иницијативу тадашњег бригадног генерала Милосава Симовића.
Након годину дана одговорног труда и тимског рада, Спомен соба је отворена за јавност. Јединственост је у томе што поред имена и презимена војника, подофицира и официра садржи и имена и презимена свих цивила погинулих у рату за ослобођење од Турака 1878. године, у Балканским ратовима, у Првом и Другом светском рату, у оружаним акцијама и Нато агресији у периоду од 1990. године до 1999. године, а такође и у оружаном сукобу на југу Србије 2000. године и 2001. године. Спомен соба садржи осам спомен плоча са 5440 имена и презимена Врањанаца, који су животе изгубили за част предака и слободу потомака и самим тим омогућава да се на једном месту чува успомена на све њих.
Један део је посвећен Првом пешадијском пуку „Књаз Милош Велики”, који је био познат као врањски пук. Затим постоји део посвећен 78. моторизованој бригади и део 4. бригаде копнене војске, чији припадници данас јесу званични представници некадашњег прослављеног пука. У свим деловима се кроз разне експонате, новинске чланке, фотографије, униформе, оружје, на упечатљив начин дочарава наша историја. Ту је и вечни огањ, којим се симболично одаје почаст свим погинулима.